# Le Haut Mal
Pour les articles homonymes, voir Le Haut Mal (homonymie).
Le Haut Mal est un roman policier de Georges Simenon paru en 1933 aux Éditions Fayard avec pour l'édition originale une jaquette dessinée par Bernard Bécan.
Cet ouvrage a été écrit à La Richardière, Marsilly (Charente-Maritime), pendant l'été 1933.

## Résumé
Jean Nalliers, personnage falot, sans autorité, est trouvé mort dans une cour de la ferme, la « Pré-aux-Bœufs », qu'il exploite avec sa femme Gilberte. C'est sa belle-mère, Mme Pontreau, qui l'a poussé par une lucarne ; elle s'est débarrassée ainsi d'un gêneur, car la propriété que le père Nalliers a donnée en cadeau de mariage à son fils revient pour moitié à Gilberte. Celle-ci, devenue veuve, retourne à Nieul, dans la maison maternelle où elle vivra prostrée jusqu'au moment où, apprenant le geste de sa mère, elle se suicide.
Mme Pontreau avait camouflé le crime en accident consécutif à une crise d'épilepsie, car Jean Nalliers souffrait du « haut mal » ; elle a été dénoncée par un jeune cambrioleur, ancien ouvrier agricole à la « Pré-aux-Boeufs », qui, pour se tirer d'un mauvais pas, s'était donné comme complice de Mme Pontreau, à partir d'insinuations recueillies de la femme de ménage, Mme Naquet, personne étrange et agitée.
C'est par le journal que Viève apprend la charge qui pèse sur sa mère, laquelle relève orgueilleusement le défi, tandis que la jeune fille décide de s'enfuir avec le garçon qu'elle aime. Elle ne rentrera plus chez elle et partira pour l'Afrique avec son futur mari.
Hermine, au contraire, se replie sur elle-même : effacée, soumise, confinée dans la maison par l'hostilité des gens de Nieul, jusqu'à l'arrivée de la Naquet. Celle-ci, qui n'a jamais rien voulu révéler à la justice, obtient d'être accueillie au pair dans la maison de Mme Pontreau, pour y partager sa vie, aux côtés de la fille aînée, désormais « prisonnière des deux femmes en noir ».

## Fiche signalétique de l'ouvrage

### Cadre spatio-temporel
La Rochelle et environs : le « Pré-aux-Boeufs » (ferme entre Esnandes et La Pallice. Nieul. Époque contemporaine.

### Personnages
- Germaine Pontreau, sans profession, veuve, 3 filles, 50 ans
- Jean Nalliers, cultivateur, gendre de madame Pontreau, 28 ans
- Hermine Pontreau, fille aînée de madame Pontreau, 30 ans, célibataire
- Gilberte, sa sœur, épouse de Jean Nalliers
- Geneviève, dite Viève, la cadette, 18 ans, célibataire, travaille à La Rochelle
- Madame Naquet, femme de ménage, 60 ans

## Éditions
- Prépublication en feuilleton dans l'hebdomadaire Radio-Magazine, n° 519-526 du 24 septembre au 12 novembre 1933
- Édition originale : Fayard, 1933
- Presses Pocket Presse de la Cité, 1980  (ISBN 2-266-00448-4)
- Tout Simenon, tome 18, Omnibus, 2003  (ISBN 978-2-258-06103-3)
- Livre de Poche n° 14307, 2005  (ISBN 978-2-253-14307-9)
- Romans durs, tome 1, Omnibus, 2012  (ISBN 978-2-258-09355-3)
- Romans durs, tome 1, Omnibus, 2023  (ISBN 978-2-258-20258-0)

## Source
- Maurice Piron, Michel Lemoine, L'Univers de Simenon, guide des romans et nouvelles (1931-1972) de Georges Simenon, Presses de la Cité, 1983, p. 32-33  (ISBN 978-2-258-01152-6)